# فرودگاه شهرستان سرتگا
فرودگاه شهرستان سرتگا (به انگلیسی: Saratoga County Airport) یک فرودگاه همگانی بهره‌برداری هوایی است که یک باند فرود آسفالت و بتن دارد و طول باند آن ۱۴۳۳ متر است. این فرودگاه در کشور ایالات متحده آمریکا قرار دارد و در ارتفاع ۱۳۲ متری از سطح دریا واقع شده است.